# 小野かおり
小野 かおり （おの かおり、1979年1月10日 - ）は、日本の女優。本名および旧芸名、小野 香織（読み同じ）。神奈川県出身。文芸座を経て女優活動を開始。ブルーミングエージェンシーを経てノート所属。血液型はA型。

## 来歴・人物
1998年より3年間文学座に在籍。いくつかのアトリエ公演への出演を経た後、映画へ憧れから映像の世界へと進出。2001年にBS朝日のドラマ『ピカレスク〜誰が太宰治を殺したか〜』でデビュー。以来数多くのテレビドラマや舞台作品に出演している。
私生活では、仕事を通じて知り合った女優のチーフマネージャーを務める一般男性と2013年2月に結婚。同年4月に第1子となる女児を出産し、産休中である。

## 出演

### テレビドラマ
- ピカレスク〜誰が太宰治を殺したか〜（2001年、BS朝日）
- ライフ（2007年、フジテレビ）- 体育教師 役
- スワンの馬鹿! 〜こづかい3万円の恋〜（2007年、フジテレビ） - 加茂彩子 役
- 連続テレビ小説 瞳（2008年、NHK） - 松川朋子 役
- 100の資格を持つ女〜ふたりのバツイチ殺人捜査〜（2008年、テレビ朝日）
- いい夫婦になるための3つの秘訣（2008年、CSファミリー劇場）
- 超人ウタダ（2009年、WOWOW）
- キイナ〜不可能犯罪捜査官〜（2009年、日本テレビ）
- ママは昔パパだった（2009年、WOWOW）
- ギネ 産婦人科の女たち（2009年、日本テレビ） - 渡辺みどり 役
- 鉄道警察官・清村公三郎6 「SLニセコ号 殺意の汽笛」（2010年、テレビ東京）
- セカンドバージン（2010年、NHK） - 工藤渚 役
- ブルドクター 第5話（2011年、日本テレビ）
- 鈴子の恋 ミヤコ蝶々女の一代記（2012年、東海テレビ） - 蓮華 役
- はつ恋（2012年、NHK）
- 赤い糸の女（2012年、東海テレビ） - 筒井かおる 役

### 映画
- アイノカラダ（2003年、村上なほ監督） - カオリ 役

### 舞台
- ハロルドとモード（2008年、天王洲銀河劇場） - 主演：浅岡ルリ子

### ミュージック・ビデオ
- サンタラ「うそつきレノン」（2004年）
- SEAMO「マタアイマショウ」（2006年）

### CM
- KDDI（2004年）
- 森永製菓「ウィダーインゼリー」（2006年）
- ユニリーバ「AXE」（2007年）
- セブンアンドアイホールディングス「セブン銀行」（2007年）
- マルサン「ひとつ上の豆乳」（2009年）
- 花王「ピュオーラ」（2011年）